# Copa Asobal 2017
La XXVIII edición de la Copa Asobal se celebró entre el 16 y el 17 de diciembre de 2017, en el Palacio de Deportes de León.
En ella participaron los tres primeros equipos de la Liga ASOBAL 2017-18 al término de la primera vuelta de la competición, que fueron el FC Barcelona Lassa, el Quabit Guadalajara y el Helvetia Anaitasuna, y el equipo organizador de la competición, el Abanca Ademar León.
Este campeonato se jugó con la fórmula de eliminación directa (a partido único en semifinales y final), y el emparejamiento de las semifinales se estableció por sorteo dirigido el 14 de diciembre de 2017 a las 13 horas en el Museo del Deporte de León, de tal forma que el FC Barcelona Lassa como campeón de la primera vuelta de Liga ASOBAL 2017-18 y Abanca Ademar León como equipo anfitrión fueron designados cabezas de serie. El equipo campeón obtuvo una plaza para disputar la Liga de Campeones 2018-19.

## Eliminatorias
|  | Semifinales         | Semifinales         | Semifinales        |                    |                    | Final              | Final | Final |  |
|  |                     |                     |                    |                    |                    |                    |       |       |  |
|  |                     |                     |                    |                    |                    |                    |       |       |  |
|  | FC Barcelona Lassa  | FC Barcelona Lassa  | 36                 |                    |                    |                    |       |       |  |
|  | FC Barcelona Lassa  | FC Barcelona Lassa  | 36                 |                    |                    |                    |       |       |  |
|  | Quabit Guadalajara  | Quabit Guadalajara  | 22                 |                    |                    |                    |       |       |  |
|  | Quabit Guadalajara  | Quabit Guadalajara  | 22                 |                    | FC Barcelona Lassa | FC Barcelona Lassa | 28    |       |  |
|  |                     |                     |                    |                    | FC Barcelona Lassa | FC Barcelona Lassa | 28    |       |  |
|  |                     |                     | Abanca Ademar León | Abanca Ademar León | 22                 |                    |       |       |  |
|  | Abanca Ademar León  | Abanca Ademar León  | Abanca Ademar León | Abanca Ademar León | 22                 | 24                 |       |       |  |
|  | Abanca Ademar León  | Abanca Ademar León  |                    |                    |                    | 24                 |       |       |  |
|  | Helvetia Anaitasuna | Helvetia Anaitasuna | 23                 |                    |                    |                    |       |       |  |
|  | Helvetia Anaitasuna | Helvetia Anaitasuna | 23                 |                    |                    |                    |       |       |  |
|  |                     |                     |                    |                    |                    |                    |       |       |  |

| Campeón                       |
| FC Barcelona Lassa 13° título |